# Tjuvheder

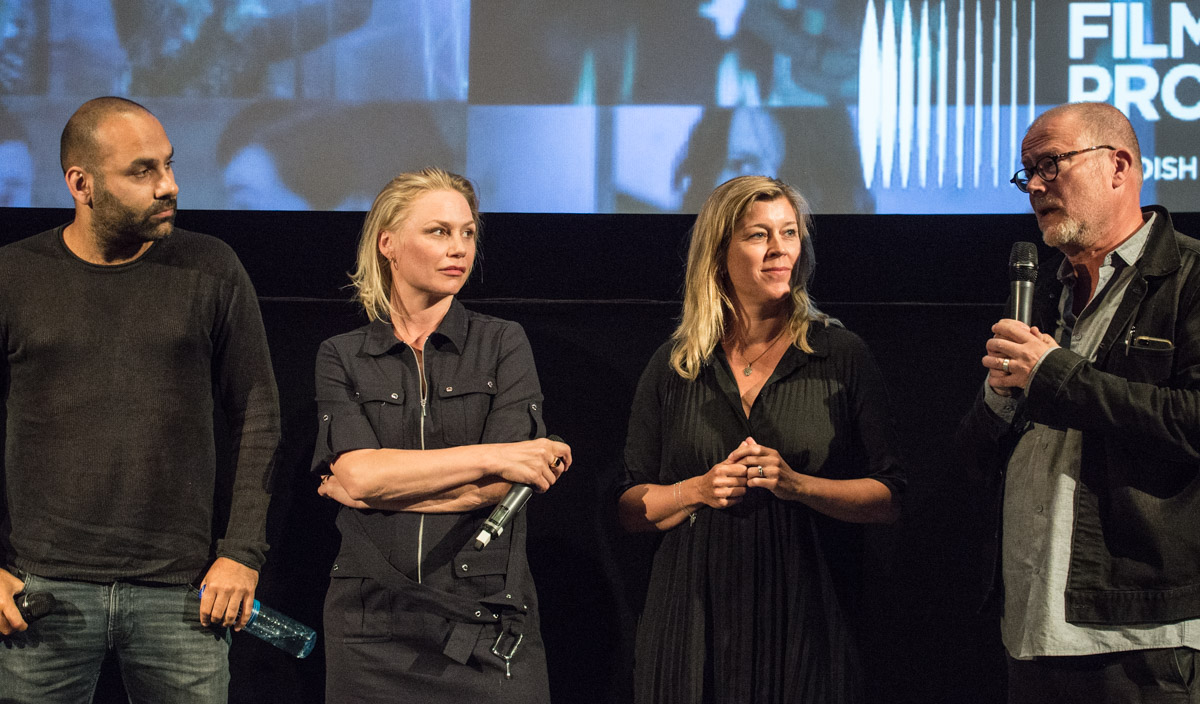
Några av personerna bakom Tjuvheder under presentationen på Filmhuset 2015. Från vänster: Peter Grönlund, Malin Levanon och producenterna Frida Bargo och Mattias Nohrborg.

Tjuvheder är en svensk dramathriller från 2015 med regi och manus av Peter Grönlund.
Filmen skildrar gatulangaren Minnas (Malin Levanon) kamp för att överleva. Flera av filmens skådespelare har koppling till den värld som filmen gestaltar och nio av tio rollerna spelas av amatörskådespelare.
Inför Guldbaggegalan 2016 nominerades Tjuvheder till sex priser vilket, tillsammans med En man som heter Ove, var flest av alla filmer. Tjuvheder blev galans stora segrare med fem guldbaggar; för bästa kvinnliga huvudroll (Malin Levanon), för bästa manuskript (Peter Grönlund), för bästa klipp (Kristofer Nordin), för bästa kostym (Mia Andersson) och för bästa scenografi (Kajsa Severin).

## Rollista i urval
- Malin Levanon – Minna
- Lo Kauppi – Katja
- Tomas Neumann – Boris
- Jan Mattsson – Christer Korsbäck
- Niklas Björklund – Benneth
- Nadya Sundberg Solander – Carina
- Kicki Ferdinandsson – Mette
- Kalled Mustonen – Tonni
- Jan Wallin – Kåre
- Peter Viitanen – Peter
- Ulf Stenberg – Anders
- Harry Friedländer – Mirre
- Harriet Wikström – Ulrika
- Ulrika Jansson – fostermamma Sanna
- Alfons Holmgren – Leon
- Peter Blomquist – Tumba-Rajje
- Kristian Lahtinen – Danne Roos
- Stefan Lundblad – Janne Krona
- Jorma Kulo – Jorma Karjalainen
- Johnny Ekebert – Jonny-Verktyg
- Juha Rintanen – Tommy
- Aldo Ingrosso – Christer Korsbäcks kran
- Tommy Andersson – Pejdan